# Jan Massys

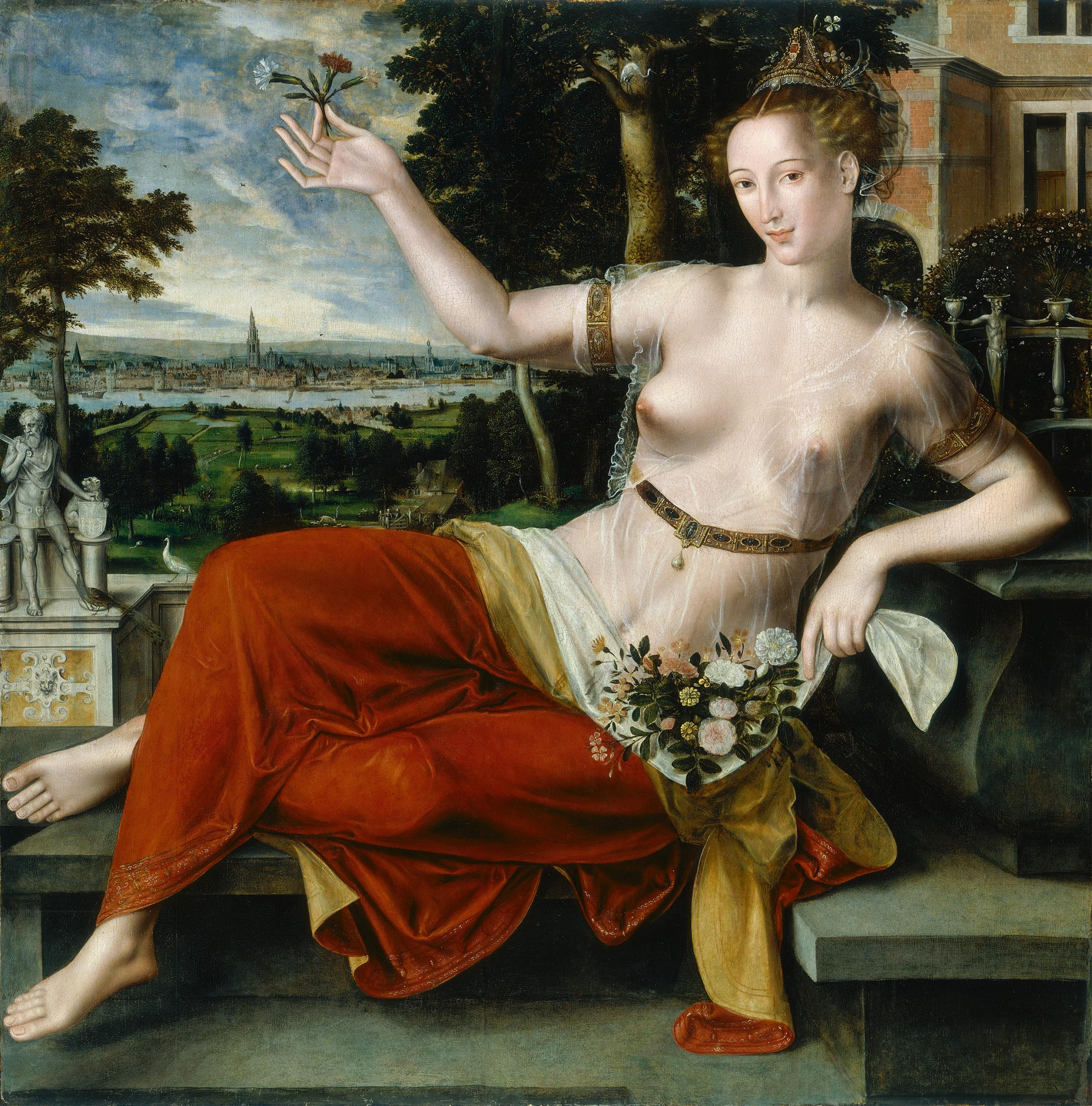
Flora (na tle Antwerpii), 1559, Hamburg.

Venus Cythereia, 1561, Sztokholm.

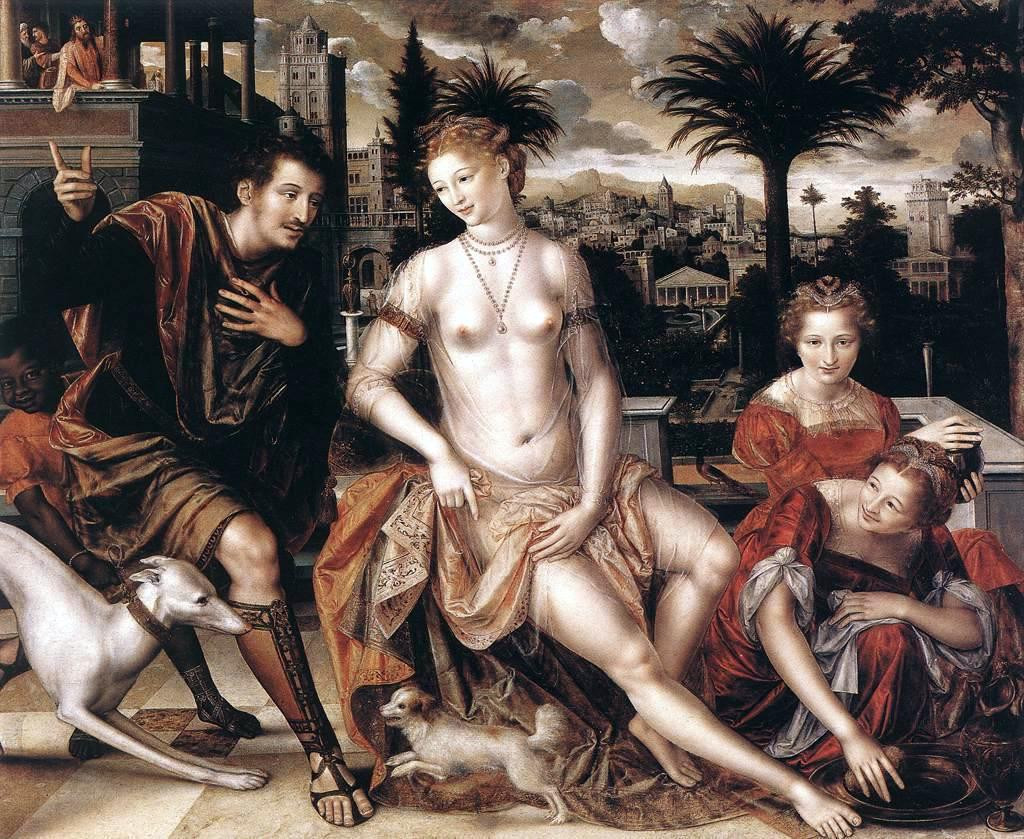
Dawid i Batszeba, 1562, Luwr.

Jan Massys, Matsys, Massijs, Metsys, lub Matsijs (ur. ok. 1509/10 w Antwerpii, zm. 8 października 1575 tamże) – malarz flamandzki, syn Quentina Massysa i brat Cornelisa.

## Życiorys
Kształcił się w pracowni ojca i początkowo pozostawał pod jego wpływem. Po śmierci ojca przejął warsztat i w 1531 został mistrzem gildii św. Łukasza. Około 1544 Inkwizycja oskarżyła go o herezję i zmusiła do opuszczenia Antwerpii. Przebywał początkowo prawdopodobnie w Fontainebleau, później w Genui, gdzie wykonał m.in. Portret hrabiego Dorii. Do Antwerpii powrócił w ok. 1558 i pozostał w mieście do końca życia. Był żonaty z Anną van Tuylt, z którą miał pięcioro dzieci. Jedyny syn Jana, Quentin Massys (młodszy), również został malarzem. W archiwach zachowały się wzmianki o dwóch uczniach, byli to Frans de Witte i Frans van Tuylt.

## Twórczość
W okresie przed wygnaniem Jan Massys tworzył w stylu zbliżonym do ojca, prawdopodobnie pracowali wspólnie nad tymi samymi obrazami. Pierwszym dziełem, którego atrybucja nie budzi wątpliosci jest Święty Hieronim z 1537 (obecnie w Muzeum Historii Sztuki w Wiedniu). Podczas pobytu ww Włoszech malarz znalazł się pod wpływem manierystów, szczególnie Francesca Primaticcia. Po powrocie do Antwerpii wypracował własny styl łączący cechy flamandzkiego realizmu z włoskim manieryzmem.
Jan Massys poruszał tematykę biblijną i mitologiczną, często posługiwał się alegorią i sięgał po motywy satyryczne (np. Wesoła kompania z 1552). Szczególnie cenione są jego przedstawienia młodych i zwykle nagich kobiet, o arystokratycznej urodzie z charakterystycznym, wyrafinowanym półuśmiechem. Krajobraz przedstawiany w tle kompozycji figuralnych nawiązuje zwykle do motywów włoskich.
Prace artysty znajdują się m.in. w Muzeum w Luwrze, Kunsthistorisches Museum w Wiedniu, Kunsthalle w Hamburgu, Museum of Fine Arts w Bostonie, Norton Simon Museum w Pasadenie, Carnegie Museum of Art w Pittsburgu, oraz Palazzo Bianco w Genui.
W Muzeum Uniwersytetu Jagiellońskiego Collegium Maius znajduje się obraz Jana Massysa Wenus i Amor z 1561 r.

## Prace
- Święty Hieronim, 1537, Wiedeń,
- Flora, 1559, Hamburg,
- Venus Cythereia, 1561, Sztokholm,
- Dawid i Batszeba, 1562, Luwr,
- Lot i jego córki, 1565, Bruksela,
- Zuzanna i starcy, 1567, Bruksela,
- Judyta, przed 1575, Antwerpia.